# Andy Blueman
Andy Blueman, właśc. Andrej Komatovič (ur. 4 września 1982) – słoweński producent trance. Jego singiel „Time to Rest” był umieszczony na kompilacji Armina van Buurena – A State of Trance 2008. Jego produkcje były remiksowane przez Daniela Kandiego i Onovę. Jego utwór „Nyctalopia” został wybrany utworem tygodnia w audycji A State of Trance.

## Życiorys
Andy po raz pierwszy poznał muzykę trance w 1997 roku, kiedy kupił album „Dream Dance”. Od tego czasu jego zainteresowanie tą muzyką zaczęło wzrastać. Pod koniec 2001 roku, zaczął produkować swoją muzykę, wzorem brata, który robił to samo rok wcześniej. 
W 2007 roku, kiedy otworzono wytwórnię Perceptive Recordings, Andy wydał swój pierwszy singiel – „Nyctalopia”, który zawierał dodatkowy Club Mix i remiksy wykonane przez Onovę i Willa B. Utwór odniósł duży sukces. Zadecydował pozostać w Perceptive Recordings i wydawać muzykę pod ich szyldem. Popularność wydawnictwa rosła szybko po kolejnych singlach Daniela Kandiego i Adama Nickeya.
29 grudnia 2010 roku artysta poinformował na swoim blogu o zaprzestaniu tworzenia muzyki trance. Tłumaczy się utrata motywacji, a także „pasji”. 
12 lipca 2013 roku ogłosił na swoim profilu na Facebooku powrót na scenę Trance. Jednocześnie zapowiedział swój pierwszy album pod tytułem „The Journey of Atlantis”.

## Dyskografia

### EP
- Andy Blueman – Sea Tides EP (2009) [Perceptive Recordings] Included:
  - Sea Tides (Original Mix)
  - Sea Tides (Energetic Mix)
  - Everlasting (Original Mix)
  - Everlasting (Emotional Mix)
  - Neverland (Original Mix)
  - Neverland (Energetic Mix)

- Andy Blueman – Florescence [2010] [Perceptive Recodings] Included:
  - Florescence (Intro Mix)
  - Florescence (Original Mix)
  - Florescence (Epic Mix)
  - Florescence (Emotional Mix)

### Single
- Andy Blueman – Nyctalopia (2007) [Perceptive Recordings]
- Andy Blueman – Time To Rest (2008) [Perceptive Recordings]
- Reconceal & Andy Blueman – The World To Come (2009) [Perceptive Recordings]
- Driftmoon & Andy Blueman feat. D-Sharp – Exodus (2013) [A State of Trance]
- Driftmoon & Andy Blueman feat. D-Sharp – Leviticus (2014) [A State of Trance]

### Remiksy
- Airbase – Roots (Andy Blueman Remix) (2008) [Moonrising Records]
- Robert Nickson – Circles (Andy Blueman Remix) (2009) [A State Of Trance]
- Waterspark – Lego (Andy Blueman Remix) (2009) [Nu-Depth Recordings]
- Ferry Tale & Static Blue – L'Acrobat (Andy Blueman Remix)(2009) [Enhanced Recordings]
- Armin van Buuren pres. Gaia – Tuvan (Andy Blueman Remix) (2009) [Armind]
- Adam Nickey – In Motion (Andy Blueman Remix) (2009) [Anjunabeats]
- Nery – Redawn (Andy Blueman Remix)(2009) [Blue Soho Recordings]
- Afternova – Serenity (Andy Blueman Remix) (November 2009) [Abora Recordings]
- Motionchild & Will Holland feat. Tiff Lacey – Arctic Kiss (Andy Blueman Vocal Remix) [Enhanced]
- Motionchild & Will Holland feat. Tiff Lacey – Arctic Kiss (Andy Blueman Instrumental Remix) [Enhanced]
- DNS Project feat. Johanna – Timestep (Andy Blueman Vocal Mix)